# アポストロフィー
アポストロフィー（英: apostrophe） は、アポストロフィ、アポストロフ（独: Apostroph、仏: apostrophe）とも呼び、欧文の約物の一つで、単語中（冒頭、途中、最後）で使われる記号である。コンマと同形であるが、コンマがベースライン上に打たれるのに対し、アポストロフィーは文字の上端に打たれる。
また、英語のシングルクォーテーションの特に閉じ形と同形とするフォントもある。類似の記号としてプライム、アキュート・アクセントなどがあるが、それぞれ別のものである。古くは省略符と訳す文献もあった。

## 省略の表示

### 英語
英語では、音の省略に伴い文字を省略したことを表す。しばしば複数の単語が一語に綴られるのに伴う。所有を表す接語の -'s は、古英語の所有格語尾 -es に由来し、アポストロフィーは省略を表した。現代英語では、所有の接語と複数語尾が同じ音になったため、正書法ではそれぞれ -'s, -s と書き分ける。複数形の所有は、-s' で表される。
- the cat's (the cat + -'s)
- the cats (the + cats)

また、be動詞 および助動詞 (have, will) の接語形にもアポストロフィーを用いる。
- I'm ← I am
- you're ← you are

否定の not の接尾辞形には n't を用いる。不規則動詞でも同じ。
- aren't ← are not
- can't ← cannot
- don't ← do not

その他、音が省略された場合に、表記を発音に一致させるためアポストロフィーが使われる。
- 'cause ← because
- ev'ry ← every
- fo'c's'le または f'cle ← forecastle
- o'clock ← of the clock
- 'tis ← it is

また、省略表記を表すためにアポストロフィーを用いる。この場合、発音は省略する前のままである。なお一般に語末の省略には終止符を用いる。
- gov't ← government[2]
- int'l ← international[2]
- amazin' ← amazing

### ドイツ語
ドイツ語でも音の省略に伴い文字を省略したことを表す。
- ist's ← ist es
- hab' ← habe

### フランス語
フランス語では、エリジオンで母音が脱落したときに用いる。
- l'ami ← le ami
- j'aime ← je aime
- c'est ← ce est

また、省略に由来する語にも用いる。
- aujourd'hui ← au jour de hui

### エスペラント
エスペラントでも音の省略に伴い文字を省略したことを示す。名詞語尾 -o を省略する場合や、母音で終わる前置詞の後ろにある定冠詞の母音 a を省略する場合に使われる。
- 名詞語尾 -o の省略
省略してもアクセントの位置は変わらない。対格や複数の名詞、-o で終わる相関詞は省略できない。
  - apostrof' ← apostrofo
  - poezi' ← poezio
- 定冠詞末尾の a の省略
  - de l' ← de la
  - ĉe l' ← ĉe la
  - je l' ← je la
  - tra l' ← tra la
  - pri l' ← pri la
  - pro l' ← pro la
- その他
  - dank'al ← danke al, danko al 「～のおかげで」 - 前置詞のように使う
  - un', du, tri ← unu, du, tri 「いち、に、さん」- 声を出して数える場合などに、リズム合わせのため省略する

### その他
- イタリア語では、2語を続けると生じる母音の連続を避けるために先行する母音を省略するときに使われる。この場合、先行する語と後続する語は1語に綴られる。
- 2桁の数字の前に置いて、西暦の年号の百位以上を省略したことを表す。2つの世紀に跨る文章の場合にはあまり使われない。
  - '90 ← 1990年
  - '04 ← 2004年

## 発音の表示
- 日本語のローマ字表記では下記の場合に使用する。
  - 「ん」の後にあ行、な行、や行が続く場合、「n」の後にアポストロフィーを置いて、単独のな行や拗音との混同を避ける。
    - しねん (思念) : shinen
    - しんえん (深淵) : shin'en
    - しんねん (信念) : shinnen
    - かにゅう（加入）：kanyū
    - かんゆう（勧誘）：kan'yū

  - 語尾の「っ」を表記するのに使用されることがある。
    - あっ：a'
- 中国語や朝鮮語などのローマ字表記では、母音が連続する、ng の後に母音が続くなどで他の発音と混同のおそれがある場合に使用することがある。
  - 西安 : Xi'an
- 中国語のウェード式や朝鮮語のマッキューン＝ライシャワー式では、子音の後に置いて有気音（激音）を表す。
- キリル文字のラテン文字翻字で、ЬやЪに使用することがある。
  - スラヴ語の発音表記に用いられたときは、軟子音（口蓋化音）を表すことが多い。
  - ベラルーシ語やウクライナ語では、直前の子音と直後の母音を分けて発音させる働きを持つ。日本のローマ字表記と同様だが、直前の音が軟子音（口蓋子音）ならば硬子音（非口蓋子音）化する。
    - большой→bol'shoy
- 声門破裂音 [ʔ] を表す。
  - テュルク諸語などで用いられる。
  - アラビア語の翻字で用いられることがある。Unicode では、「ʼ」(U+02BC, modifier letter apostrophe) または「ʾ」(U+02BE, modifier letter right half ring) を使う。
- IPA の発音記号では、放出音を表すために、子音字の右に付す。Unicode では「ʼ」(U+02BC, modifier letter apostrophe)を使用する。

## 区切りの表示
- 英語で、文字や数詞の複数を表す s の前にアポストロフィーが置かれる。
  - a's（文字「a」の複数）
  - 50's（数「50」の複数）
- オランダ語では、複数を表すために使われる場合がある。
  - foto's
  - taxi's

fotos, taxis のように綴ると綴りと発音の関係から語末の母音が閉母音となり、単数形と発音が異なってしまうためである。
- ドイツ語では固有名詞に形容詞化語尾を付けたり、-s や -z などで終わる名詞の属格・複数を表したりするのに用いられる。
  - Ohm'sch ← Ohm + 形容詞化語尾 -sch
  - Andreas' = 固有名詞Andreasの属格
  - Die Steinmetz' = 姓Steinmetzの複数（Steinmetz達の意）

## 類似の記号

### プライム
日本ではダッシュと呼ぶことが多いが、別物である。
- 微分を表す。
- 分、フィートなどの単位を表す。
  - 1°2′3″ : 1 時間 2 分 3 秒、1 度 2 分 3 秒
  - 2′3″ : 2 フィート 3 インチ、2 分 3 秒
- 類似していることを表す。
  - A′ : A に類似のもの

### ハーチェク
- ダイアクリティカルマークの一種で、スロバキア語やチェコ語で、口蓋音を表すために、文字によりアポストロフィーに類似した記号が用いられる（「ˇ」を使用することもある）。
  - Ľ / ľ （スロバキア語）
  - ď （大文字は Ď）
  - ť （大文字は Ť）

### オキナ
- ʻ（オキナ、U+02BB）は、ハワイ語の声門破裂音を表すために用いられる。アポストロフィーで代用されることもあるが、正確な字形は異なり、上付きの6に似た形をしている。左シングルクォーテーションマークにも似ているが、クォーテーションマークが記号であるのに対し、オキナは文字である。

### シングルクォート
- 引用符の一種で、間に文字列を挟むことにより引用符として用いる。アポストロフィーで挟むことにより代用することもある。

## 符号位置
プログラムコードやテキストエディタなどではU+0027が使われるが、ユニコードコンソーシアムはU+2019を推奨しており、英文ワードプロセッサなどではU+2019が使われることが多い。
| 記号 | Unicode | JIS X 0213  | 文字参照          | 名称                                                                           |
| ---- | ------- | ----------- | ----------------- | ------------------------------------------------------------------------------ |
| '    | U+0027  | 1-2-15      | &#x27; &#39;      | アポストロフィ APOSTROPHE                                                      |
| ＇   | U+FF07  | 1-2-15 包摂 | &#xFF07; &#65287; | 全角アポストロフィ FULLWIDTH APOSTROPHE                                        |
| ʼ    | U+02BC  | -           | &#x2BC; &#700;    | MODIFIER LETTER APOSTROPHE                                                     |
| ’    | U+2019  | 1-1-39      | &#x2019; &#8217;  | 右シングル引用符、右シングルクォーテーションマーク RIGHT SINGLE QUOTATION MARK |

出典
1. ↑  “C0 Controls and Basic Latin” (PDF) (英語).  ユニコードコンソーシアム. 2014年8月30日閲覧。 “2019 ’ is preferred for apostrophe”
2. ↑  “Halfwidth and Fullwidth Forms” (PDF) (英語).  ユニコードコンソーシアム. 2022年8月31日閲覧。 “≈ <wide> 0027 '”
3. ↑  “Spacing Modifier Letters” (PDF) (英語).  ユニコードコンソーシアム. 2022年8月31日閲覧。 “glottal stop, glottalization, ejective / 2019 ’  is the preferred character for a punctuation apostrophe”
4. ↑  “General Punctuation” (PDF) (英語).  ユニコードコンソーシアム. 2014年8月30日閲覧。 “this is the preferred character to use for apostrophe”
5. ↑  moji_memo (id:NAOI) (2008年11月28日). “Unicodeのアポストロフィとシングル引用符”. 帰ってきた💫Unicode刑事〔デカ〕リターンズ. 2022年8月31日閲覧。 “〔Unicodeでは〕「句読点アポストロフィ」と「右シングル引用符」を区別していないこととなる”